# Piazza Xinghai

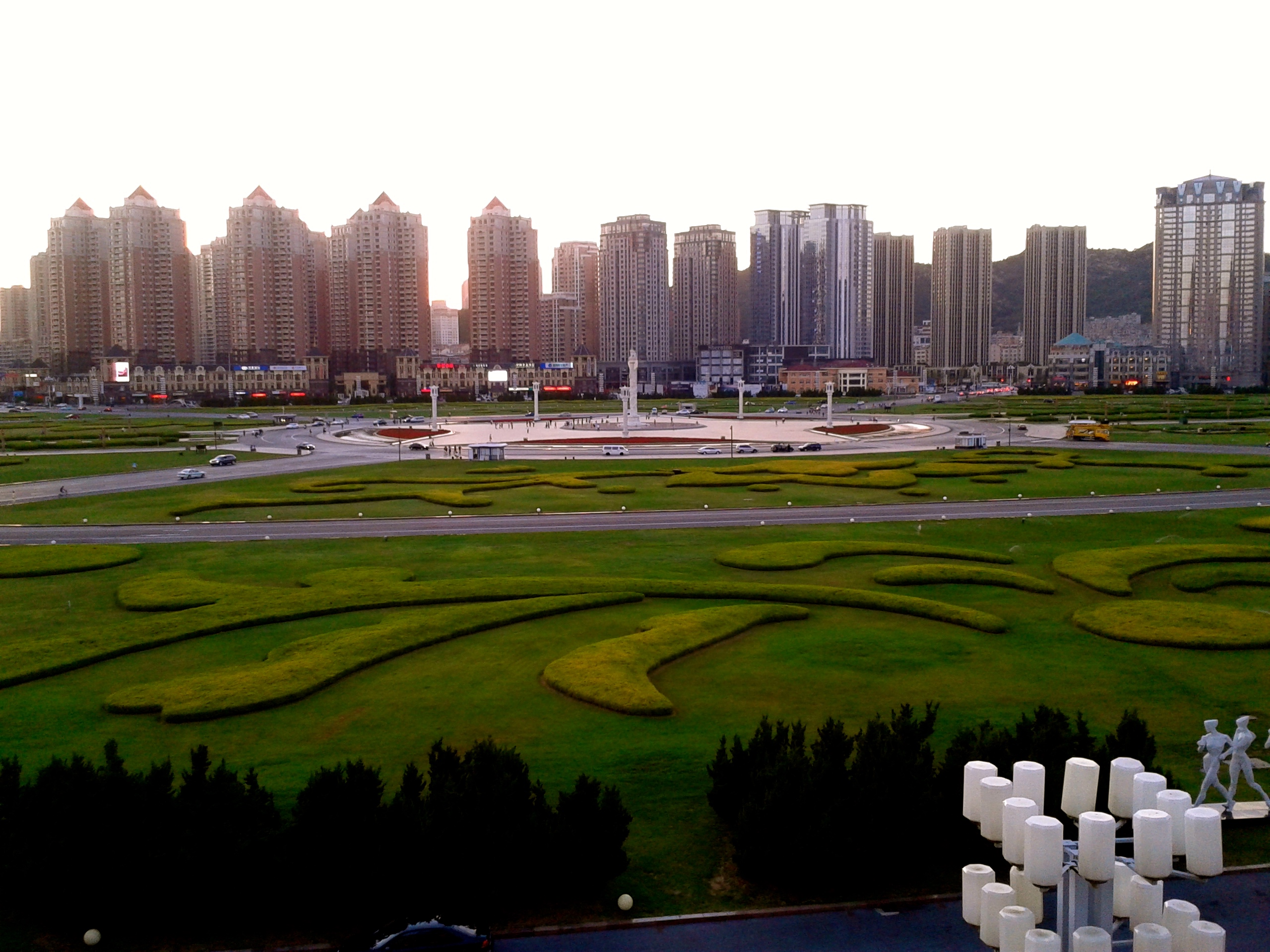
Piazza Xinghai

Piazza Xinghai (cinese semplificato: 星海广场, cinese tradizionale: 星海廣場, pinyin: Xīnghǎi Guǎngchǎng) è la piazza principale della città di Dalian, nella provincia di Liaoning in Cina, che significa letteralmente "Il mare di stelle".
Copre un'area di 110 ettari rendendola la piazza più grande al mondo.

## Storia
Piazza Xinghai è stata costruita nel 1998 nel centenario della città. Le sculture di 1000 impronte e il libro aperto affacciano sul mare e commemorano le vicissitudini della storia della città. Lungo la Baia di Xinghai può essere anche visto il Ponte della Baia di Xinghai.
Attorno alla piazza sono presenti alcuni appartamenti di lusso, ristoranti, banche, concessionarie di auto sportive lussuose e un parco di divertimenti. Alcune strutture come la Xinghai Bay Beach, Castle Hotel, Dalian Modern History Museum e il Dalian Shell Museum sono vicini alla piazza. Situato sul lato opposto della piazza è presente il quartiere degli affari di Xinghai, il quale quest'ultimo ospita il Dalian Xinghai Convention, Dalian World Expo Center e la sede principale della Dalian Commodity Exchange.
Nei 10 giorni di fine luglio inizio-agosto, la piazza Xinghai ospita l'annuale Festival Internazionale della Birra.

## Galleria d'immagini

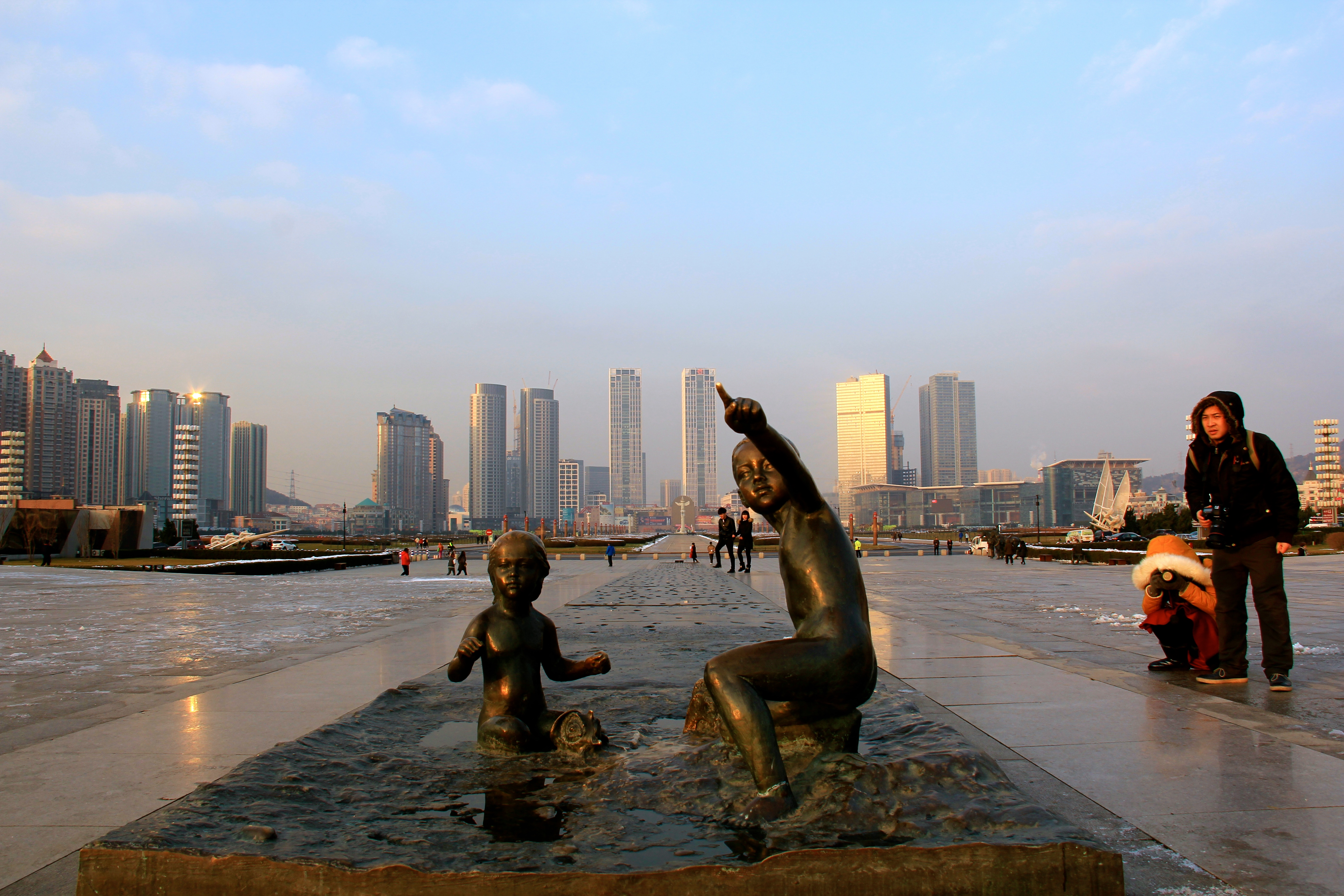
Piazza Xinghai
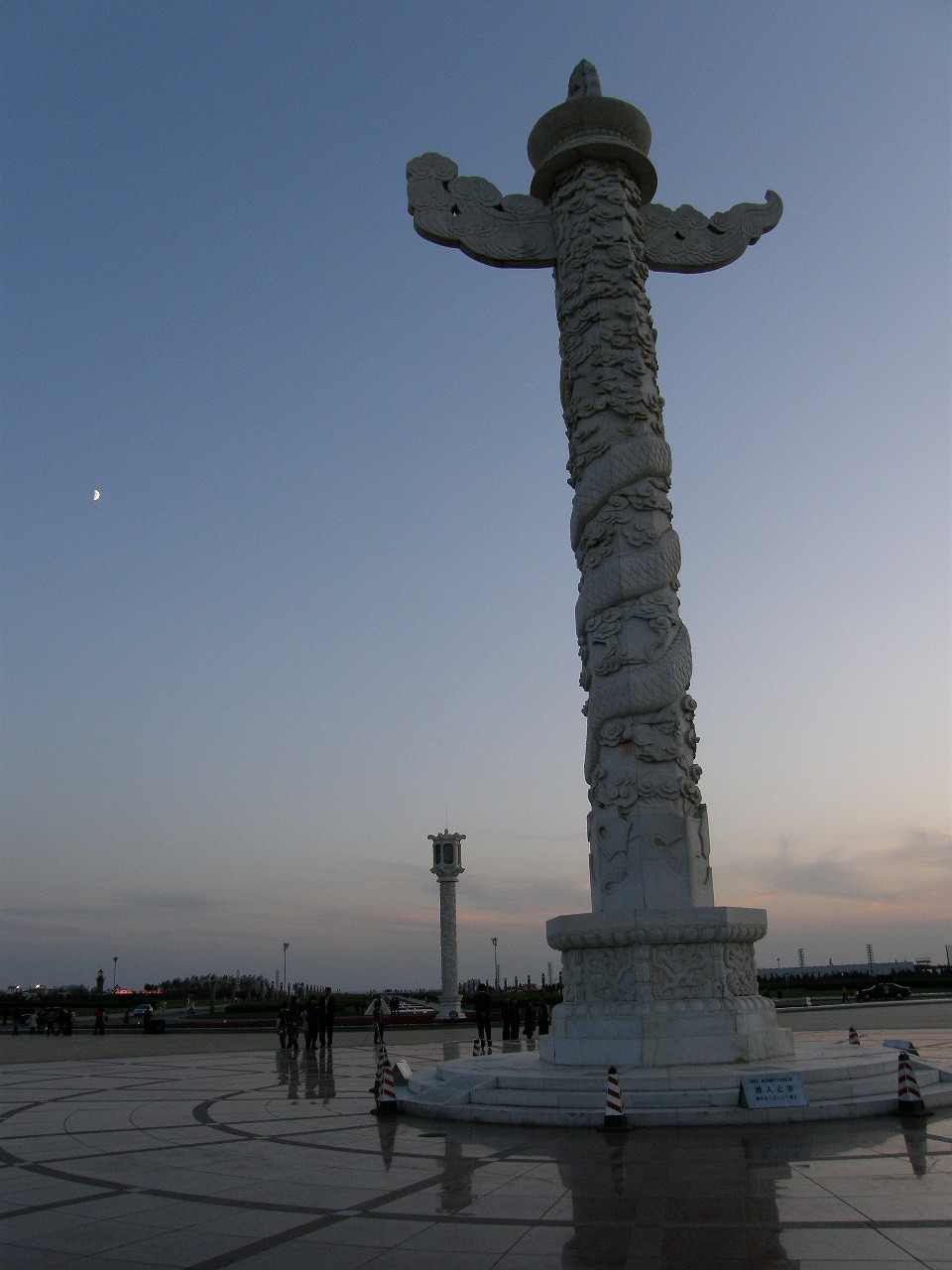
Huabiao nel centro della piazza (demolito)
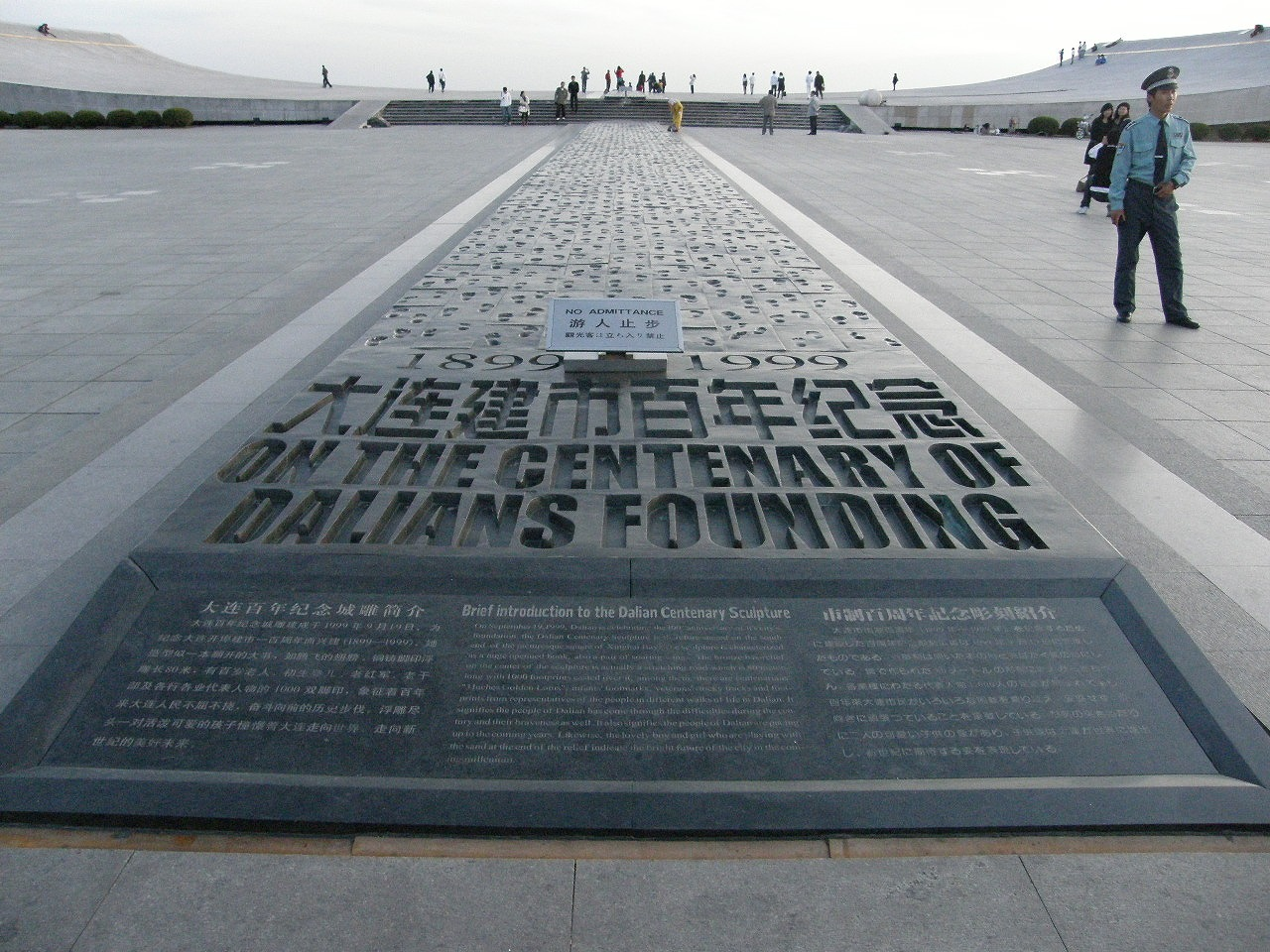
Complesso scultoreo di 1000 impronte ed un libro aperto
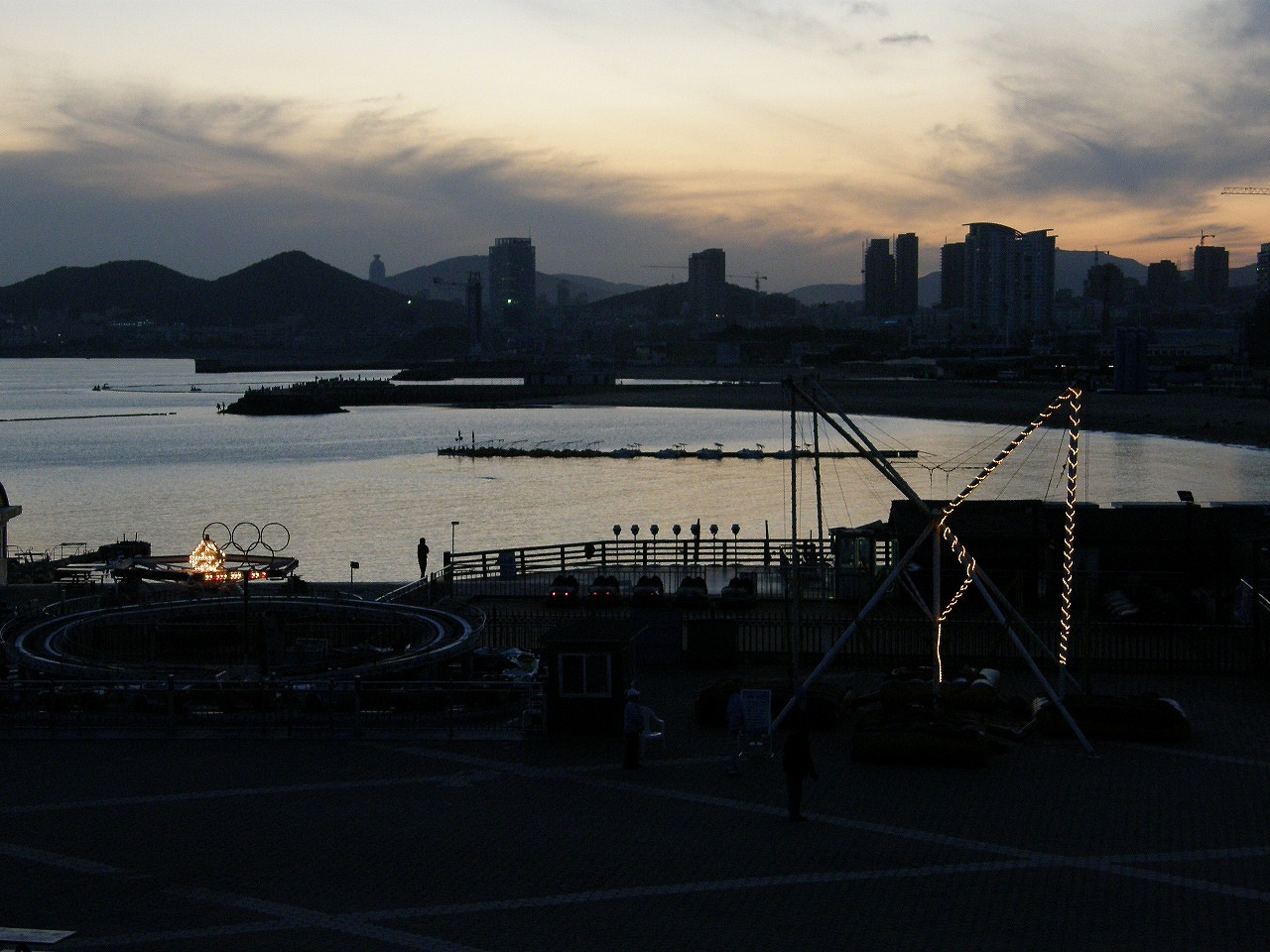
Xinghai Piazza di notte
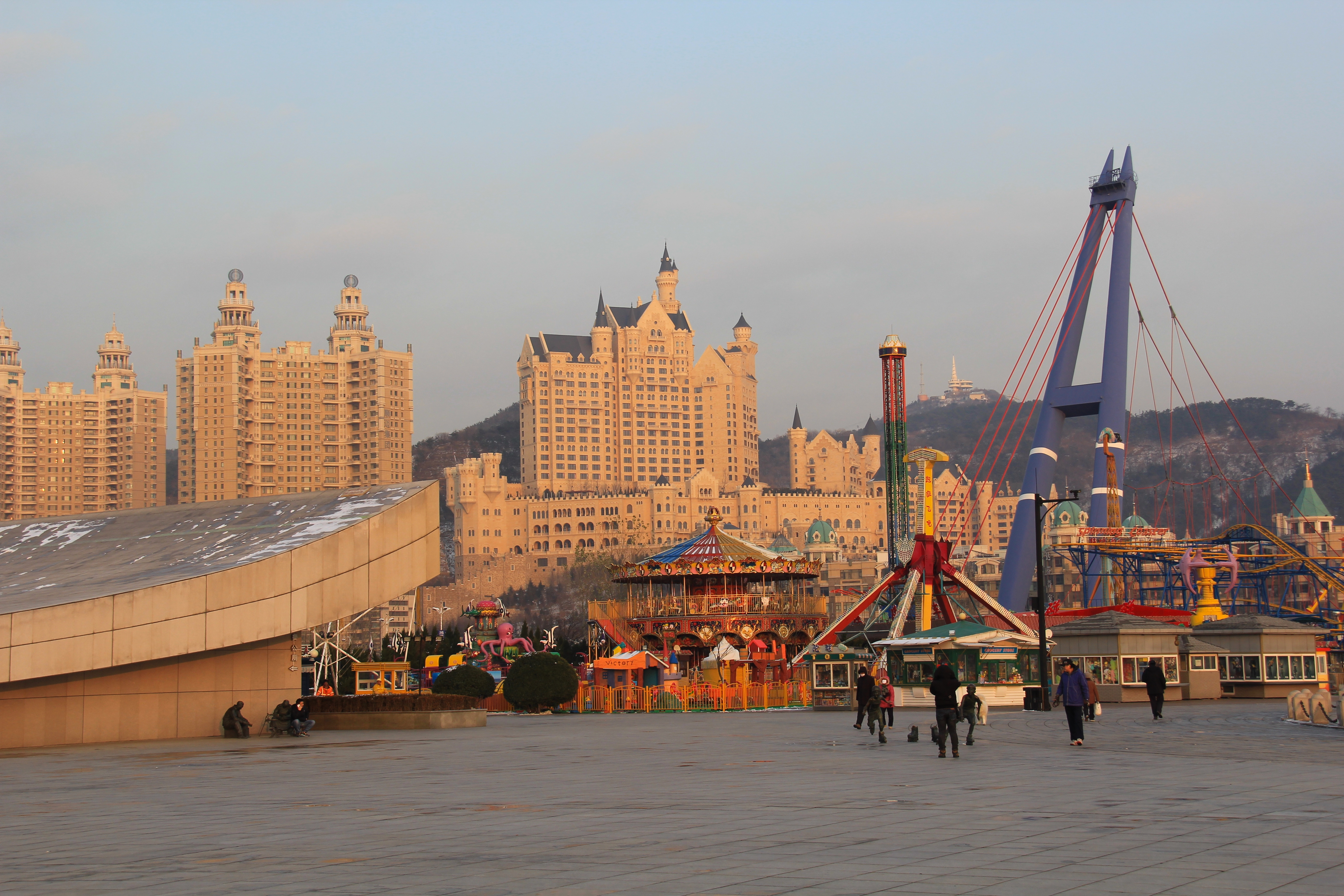
Parte orientale di piazza Xinghai
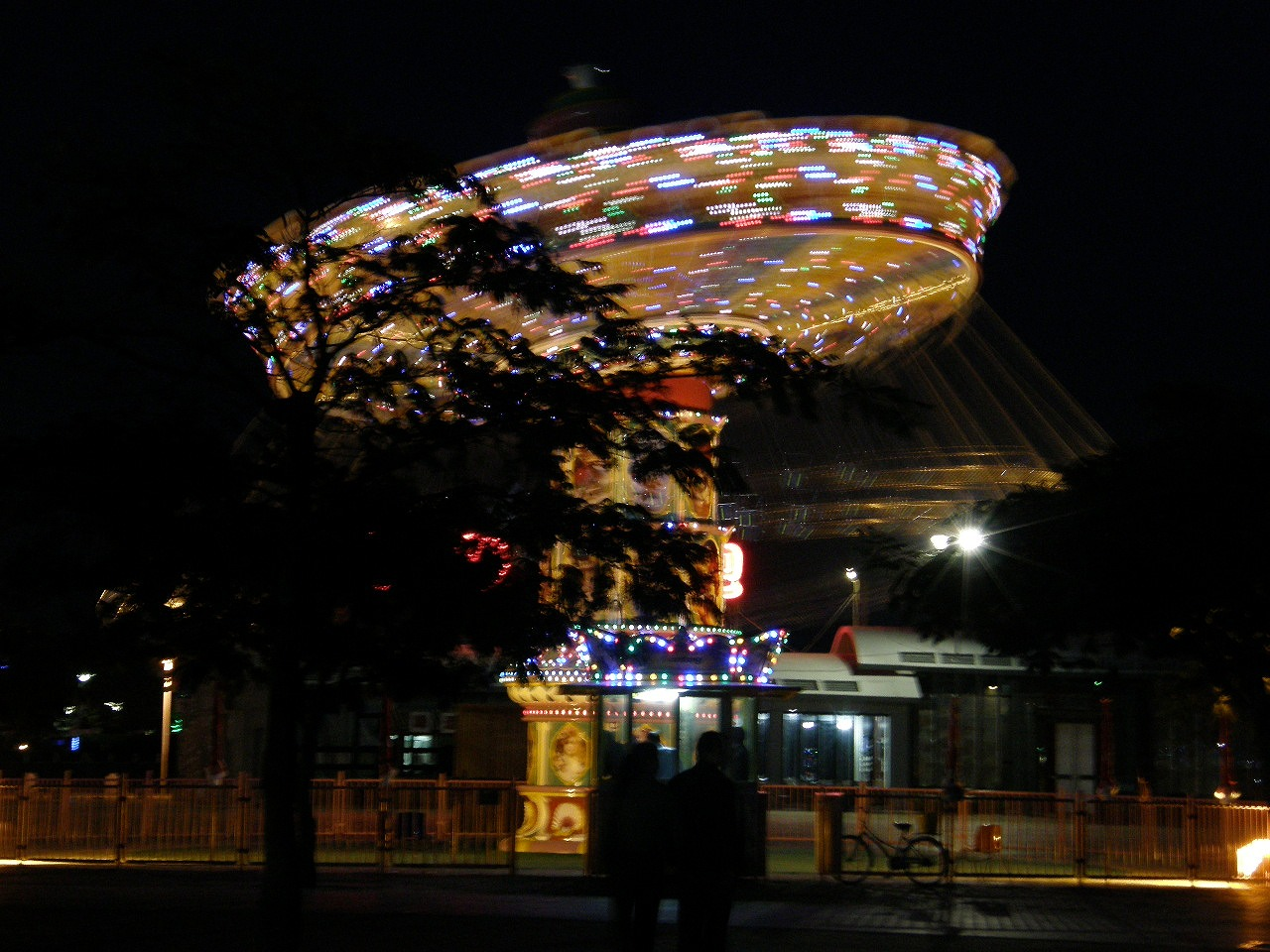
Parco di Piazza Xinghai
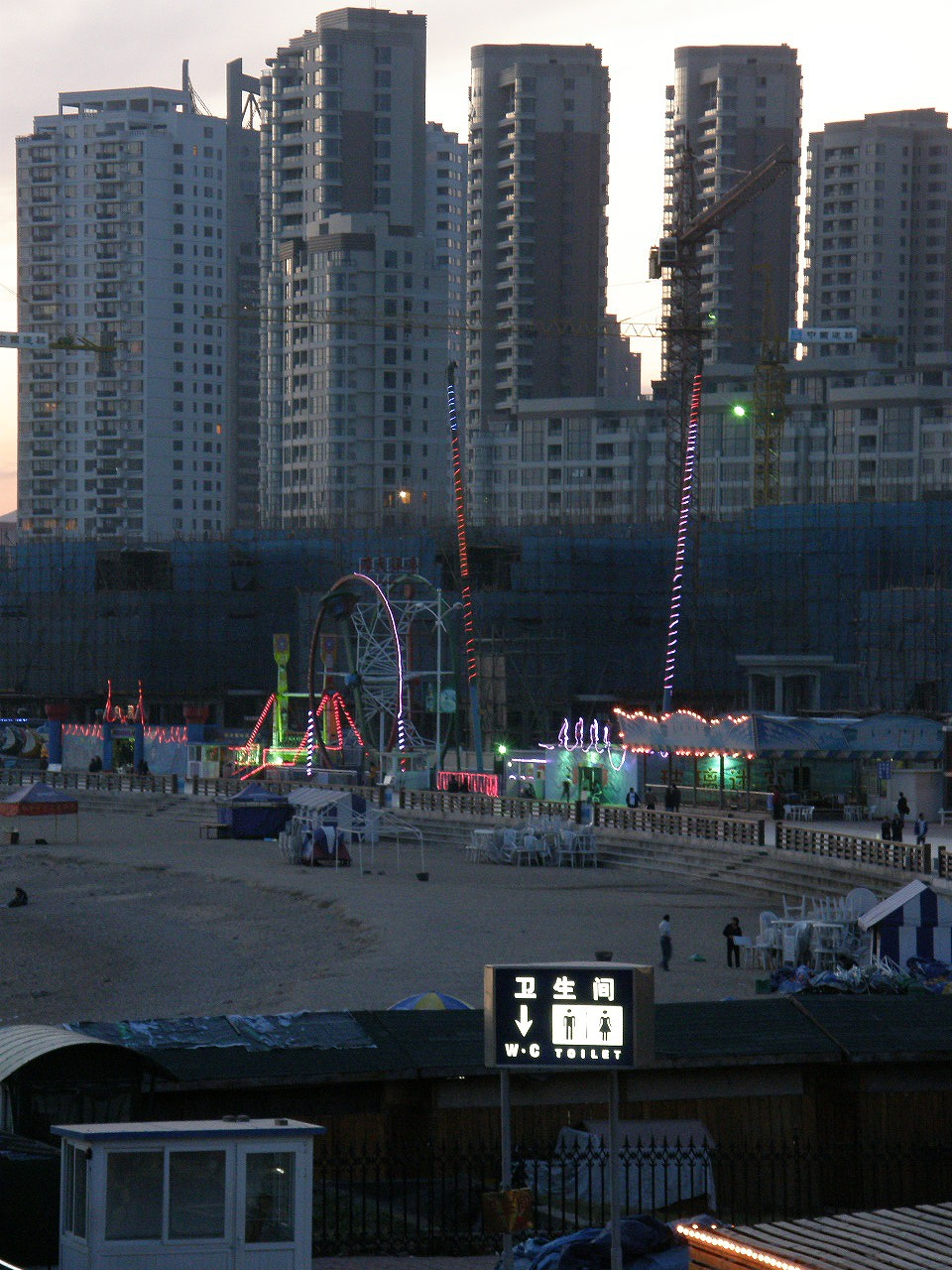
Area periferica di Piazza Xinghai
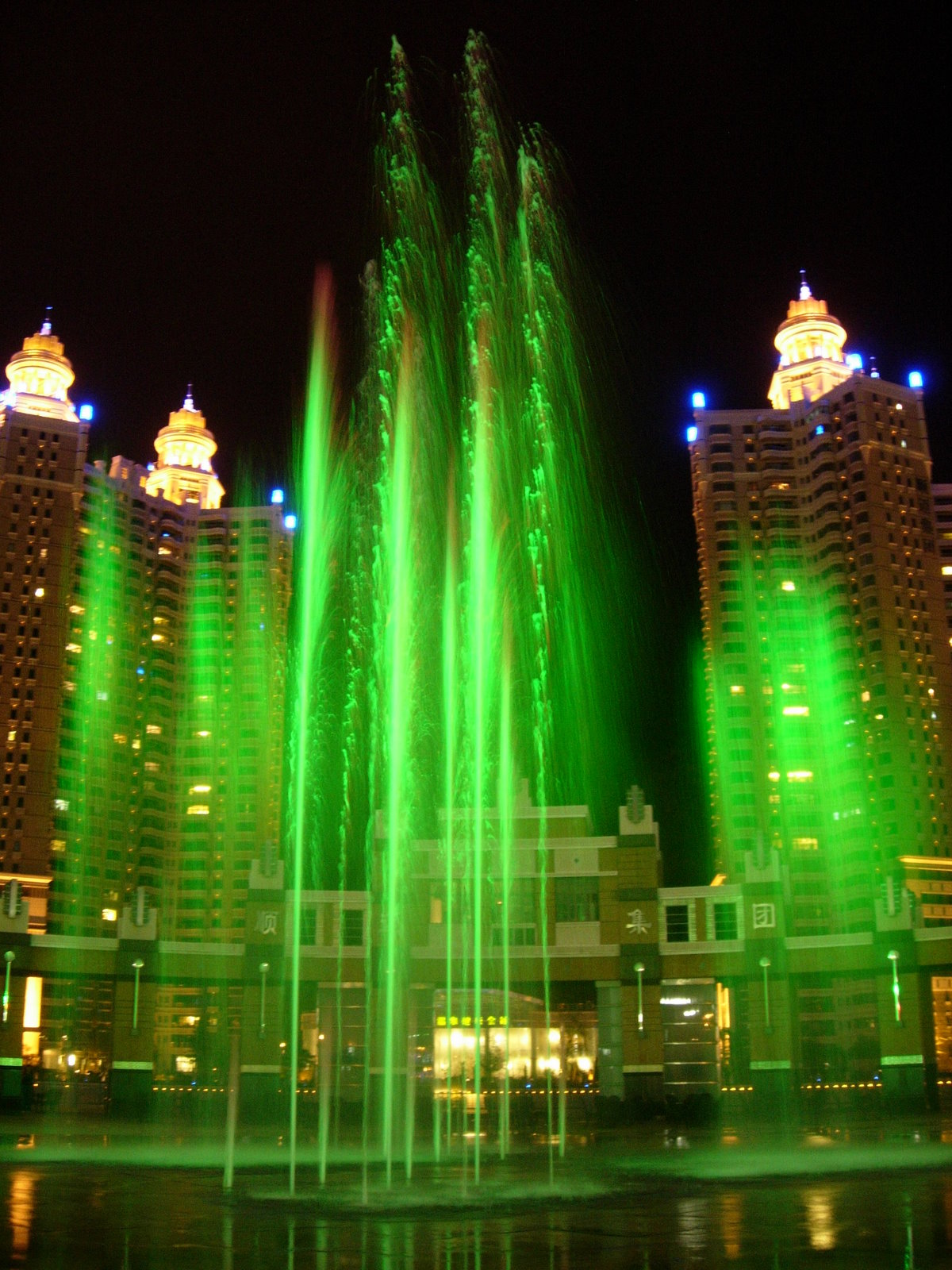
Fontana musicale alla Piazza Xinghai